# ستيفن آرشامبو
ستيفن آرشامبو (بالإنجليزية: Stephen Archambault)‏ هو محامي وسياسي أمريكي، ولد في 11 أغسطس 1965 في سميثفيلد في الولايات المتحدة. حزبياً، نشط في الحزب الديمقراطي. وقد انتخب عضو مجلس ولاية رود آيلاند.